# Alosa de Friedmann
L'alosa de Friedmann (Mirafra pulpa) és una espècie d'ocell de la família dels alàudids (Alaudidae). Habita garrigues amb herba del su-oest d'Etiòpia i alguns indrets de Kenya.